# Alguien te mira (telenovela estadounidense)
Alguien te mira es una telenovela estadounidense producida por Telemundo Studios para la cadena Telemundo. Es una adaptación de la telenovela homónima chilena escrita por Pablo Illanes, cuya adaptación está a cargo de Perla Farias. Las grabaciones de la novela comenzaron en julio en Miami y se estrenó el 8 de septiembre. Está protagonizada por Danna García y Christian Meier, coprotagonizada por David Chocarro y Geraldine Bazán, y cuenta con la participación antagónica de Rafael Amaya en su debut en Telemundo.
La historia es ambientada en Chicago pero es en Miami donde se grabó y produjo.
Para el actor Christian Meier es la última telenovela de la cadena Telemundo y la única estadounidense, después del Zorro: la espada y la rosa, La Tormenta y Doña Bárbara grabadas en Colombia.

## Sinopsis
"Alguien te mira" Chicago en 2005 Rodrigo Quintana, Piedad Estévez, Julián García y Benjamín Morandé son amigos inseparables. Llenos de ideales y proyectos para el futuro, estudian medicina y sueñan con trabajar juntos ayudando a los más necesitados.
Rodrigo (Christian Meier) es el más inteligente y líder natural del grupo. Su personalidad conquistó a Piedad (Danna Garcia) con quien vive un amor intenso y tormentoso, mientras Julián (Rafael Amaya) la ama en silencio. Pero la intensidad de Quintana sumada a su adicción a las drogas y el alcohol terminó por deteriorar su relación con Piedad. Al punto que desaparece de sus vidas luego de un confuso incidente que deja un muerto y a Piedad hospitalizada.
Rodrigo se alejó de sus amigos y sus estudios para internarse en una clínica de rehabilitación fuera del país.
Chicago, 2010 Hoy, 5 años después y cuando Benjamín (David Chocarro) casado con Tatiana Wood (Geraldine Bazan), Julián y Piedad han olvidado esa época, Rodrigo vuelve a sus vidas. Socios de la Clínica Chicago Advanced Clinic, los tres doctores descubren que el regreso de Rodrigo Quintana, después de años de residencia en Europa, los sigue perturbando. Los amigos han cambiado. Mientras Quintana optó por un estilo de vida austero en un consultorio rural, sus amigos han acumulado una pequeña fortuna operando los ojos de la alta sociedad.
Su regreso también provoca un quiebre en la rutina de Piedad, quien descubrirá que, pese a todo, Rodrigo sigue siendo el gran amor de su vida.
Poco tiempo después comienzan a ocurrir una serie de asesinatos a mujeres y todos coincidían en que la mujer asesinada era madre soltera y de buena posición económica. Unos empiezan a sospehar de los otros. Solo uno de ellos es el verdadero asesino. A este lo llaman el Cazador.

## Elenco
- Danna García como Piedad Estévez Montenegro
- Christian Meier como Rodrigo Quintana Millán
- Rafael Amaya como Julián García Correa / Daniel Vidal
- David Chocarro como Benjamín Morandé
- Karla Monroig como Matilde Larraín
- Geraldine Bazán como Tatiana Wood
- Ximena Duque como Camila Wood
- Carolina Tejera como Valeria Stewart
- Angélica Celaya como Eva Zanetti
- Rodrigo de la Rosa como Pedro Pablo Peñafiel
- Yul Bürkle como Mauricio Ostos
- Evelin Santos como Luisa Carvajal
- Diana Franco como Dolores «Lola» Morandé
- Carlos Garin como Ángel Maldonado
- Alba Raquel Barros como Yoyita
- Iván Hernández como Jiménez
- Andrés Mistage como Amador Sánchez
- Cynthia Olavarría como Lucía «Lucy» Saldaña
- Roberto Gatica como Benjamin Morandé Jr
- Andrés Cotrino como Emilio García Larraín
- Sofía Sanabria como Amparo Zanetti
- Emily Alvarado como Isidora Morandé
- Yami Quintero como Ángela Argento
- Andrés Mercado como Javier Wood
- Marta González Liriano como María Gracia Carpenter
- Arianna Coltellacci como Blanca Gordon
- Victoria del Rosal como Amalia Vieyra
- Zuleyka Rivera como Rocío Lynch Wood
- Riczabeth Sobalvarro como Daniela Franco
- Jorge Hernández como Edward James Sandberg
- Héctor Soberón como Daniel Vidal
- Carlos Cuervo como Gonzalo Zanetti
- Susana Pérez como Fernanda Larraín
- Elvira Romero como Sara Lobos
- Cristina Figarola como Fabiola Correa de García
- Viviana Méndez como Aura Pimentel

## Premios y nominaciones

### Premios People en Español 2011
| Categoría     | Persona      | Resultado |
| ------------- | ------------ | --------- |
| Mejor Villano | Rafael Amaya | Nominado  |